# Actinotus laxus
Actinotus laxus je mala biljka iz porodice Apiaceae, endemska za jugozapadnu obalu Zapadne Australije.

## Opis
Actinotus laxus je višegodišnja zeljasta biljka koja naraste do 0,4 m visine i može rasti raširenog ili vitkog uspravnog oblika. Cvjetne grane su duge i vitke, a cvatovi vrlo mali. Njegovi bijeli do kremasti cvjetovi mogu se vidjeti u prosincu ili od siječnja do ožujka.

## Stanište
Raste na pjeskovitim, tresetnim ili glinovitim tlima i obično u stalnim močvarama sa slatkom vodom.

## Taksonomija
Prvi ga je opisao Gregory John Keighery 1999. godine. Nema sinonima.

## Vanjske poveznice
- Podaci o pojavi Actinotus laxus iz Australazijskog virtualnog herbarija